# Flaga stanowa New Jersey
Kolor piaskowy był kolorem pułku New Jersey Continental Line, wyznaczonym w 1779 roku osobiście przez generała Jerzego Waszyngtona. Od 1780 roku był to kolor sztandarów pułkowych w New Jersey. Trzy pługi w herbie symbolizują fakt, że New Jersey był trzecim stanem przyjętym do Unii. Tarczę herbu podtrzymują personifikacja wolności (z czapką frygijską) i Ceres (bogini rolnictwa) z rogiem obfitości. Klejnotem jest głowa konia, symbol krzepkości. Na wstędze dewiza stanu: Wolność i dobrobyt.
Ustanowiona 26 marca 1896 roku. Proporcje nieustalone.